# Younan Nowzaradan

Il dottor Nowzaradan con una sua paziente

Younan Nowzaradan, noto anche come Dr. Now (in persiano یونان نوذرادان‎; Teheran, 11 ottobre 1944), è un medico iraniano naturalizzato statunitense, specializzato in chirurgia vascolare e chirurgia bariatrica. È conosciuto per l'aiuto prestato a persone gravemente obese nel percorso finalizzato alla perdita di peso, anche attraverso il contributo messo a disposizione dei pazienti partecipando al docu-reality Vite al limite.

## Studi e carriera
Iraniano di etnia assira, Nowzaradan si è laureato in medicina nel 1970 all'università di Teheran. Ha frequentato un programma di orientamento medico alla Saint Louis University nel 1971 per poi svolgere un tirocinio al St. Johns Hospital di Detroit. Nowzaradan è stato un membro dell'American College of Surgery. Lavora ed opera presso l'istituto di chirurgia bariatrica di Houston e presso diverse strutture sanitarie locali. È stato  descritto come uno dei pionieri della chirurgia minimamente invasiva, anche attraverso la laparoscopia, ed è stato inoltre autore di pubblicazioni accademiche legate all'obesità. Secondo l'ISI web of Science, ha pubblicato cinque studi; a gennaio 2020 ha un indice H pari a 3, con 51 citazioni (49 citazioni se si ignorano le autocitazioni).

## Apparizioni nei media
Nowzaradan è apparso in TV nella serie Vite al limite per la prima volta nel 2012, da allora ha preso parte a oltre cento episodi della serie. Oltre alle pubblicazioni in ambito medico, Nowzaradan ha scritto due libri legati all'esperienza del programma televisivo: Last Chance to Live e, nel 2019 The Scale Does Not Lie, People Do. Appare inoltre, come figura di riferimento, anche nella serie spin-off di Vite al limite "Vite al limite: e poi...".

## Vita privata
Nowzaradan è stato sposato con Delores McRedmond dal 1975 al 2002. Hanno avuto tre figli, uno dei quali, Jonathan Nowzaradan (nato nel 1978), lavora come regista e produttore del programma televisivo Vite al limite.